# ترمه

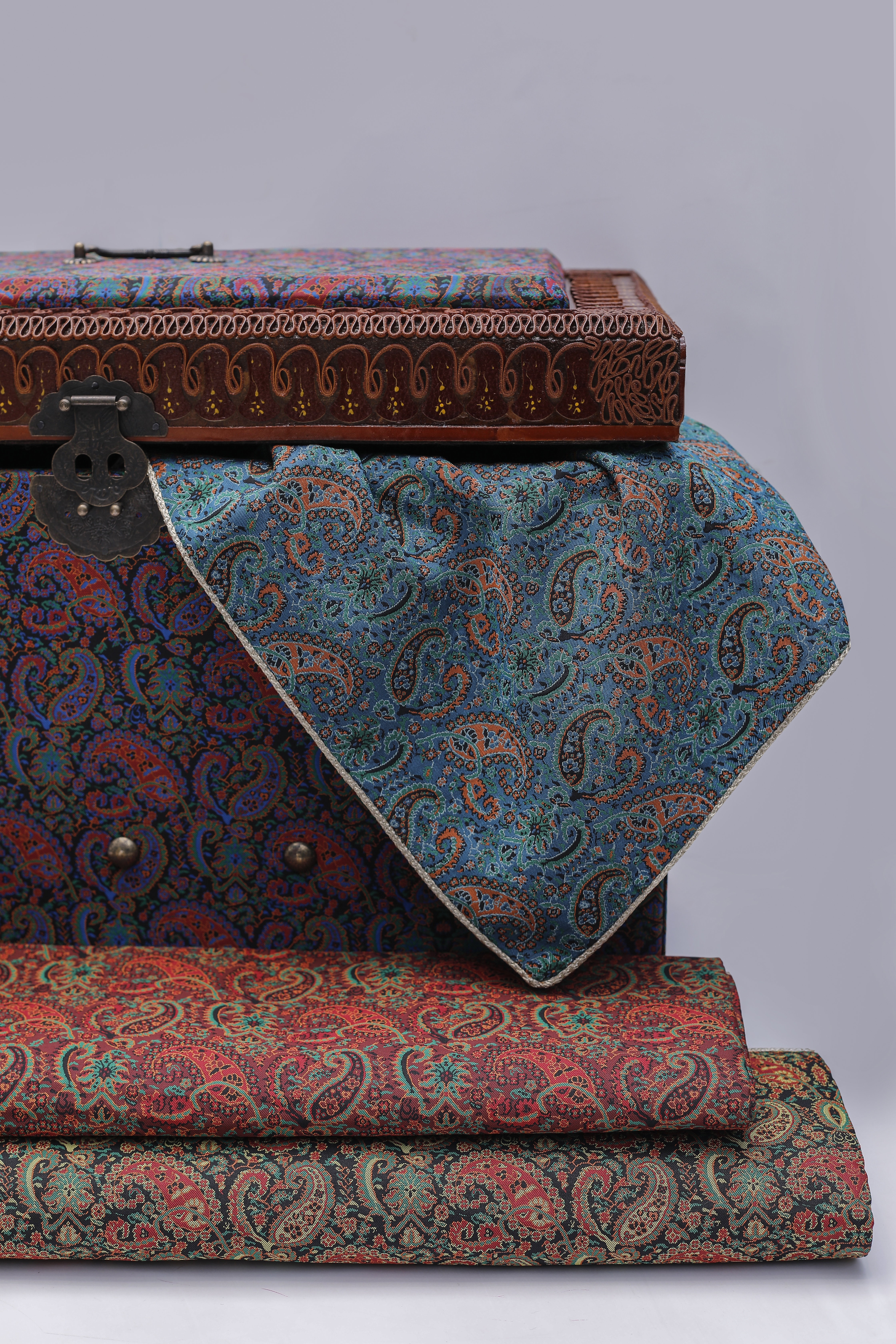
چند نمونه ترمه با طرح بته‌جقه

تِرْمه نوعی پارچهٔ گران‌بها و سنتی است که غالباً از ابریشم، کُرک، یا پشم تولید می‌شود و حاوی نقش‌های سنتی است. این پارچه در ایران و کشمیر تولید می‌شود و به دلیل طرح‌ها و نقوش ظریف و پیچیده‌ای که دارد، بسیار محبوب است.
خاستگاه دقیق ترمه مشخص نیست و پژوهشگران بر سر اینکه تولید این پارچه ابتدا در ایران یا کشمیر آغاز شده، اختلاف نظر دارند. به‌طور کلی، طرح‌های ایرانی مانند بته‌جقه در دورهٔ صفوی به هند برده شدند و تأثیر مهمی بر طراحی شال‌های کشمیری گذاشتند.
تولید ترمه در ایران ابتدا آغاز شد و سپس در یزد به اوج رسید. این پارچه‌ها در گذشته توسط زرتشتیان یزد برای لباس‌های مخصوص مراسم ازدواج و دیگر پوشش‌های سنتی استفاده می‌شد. از نخستین سال‌های قرن سیزدهم، مشکلاتی مانند مالیات‌های سنگین و کمبود مواد اولیه باعث کاهش تولید ترمه شد، اما در طول دورهٔ قاجار همچنان به‌عنوان کالایی نفیس و ارزشمند باقی ماند.
ترمه‌های قدیمی اغلب از پشم دست‌ریس تهیه می‌شدند و با استفاده از رنگ‌های گیاهی رنگ‌آمیزی می‌شدند. این پارچه‌ها نسبتاً ضخیم بودند، زیرا تعداد نخ‌های استفاده‌شده در بافت آن‌ها زیاد بود. هر قطعه ترمه به‌صورت باریک بافته می‌شد و سپس هنرمندان رفوگر آن‌ها را با دقت به هم متصل می‌کردند تا یکپارچه به نظر برسد.
طرح‌های معروف ترمه شامل بته‌جقه، گل شاه‌عباسی، و شاخ گوزنی بود. هر طرح معنایی خاص داشت و نقش مهمی در فرهنگ و هنر ایرانی ایفا می‌کرد. در دورهٔ قاجار، ترمه در لباس‌های شاهان و درباریان به‌کار می‌رفت و حتی به‌عنوان هدیه‌ای گران‌بها به شاهان دیگر کشورها اهدا می‌شد. همچنین از این پارچه در دوخت کلاه، عبا، جُبه، و لباس‌های زنانه استفاده می‌شد.
با ورود دستگاه‌های بافندگی ژاکارد در دههٔ ۱۳۵۰، تولید سنتی ترمه به تدریج کاهش یافت و جای خود را به تولید ماشینی داد. امروزه ترمه‌های ماشینی بیشتر در یزد تولید می‌شوند و به‌عنوان پارچه‌ای نفیس برای محصولات مختلف مانند پرده، سجاده، و شال‌گردن به کار می‌روند. هنوز هم این پارچه در مراسم‌های خاص، از جمله عروسی‌ها و تشییع جنازه‌ها، جایگاه ویژه‌ای دارد و به‌عنوان بخشی از میراث فرهنگی ایران مورد توجه است.

## واژه‌شناسی
ترمه به صورت‌های مختلفی همچون تِرْمه، تِرمَه و تیرمه نیز ثبت شده است و تِرمِه و تِرما را معادل شال کشمیری استفاده می‌کردند. در دورهٔ قاجار جلدی را که روکش مقوای آن از ترمه بود و بیشتر برای جلد بیاض‌های ادعیه به کار می‌رفت، «جلد ترمه‌ای» می‌خواندند.

## پیشینه

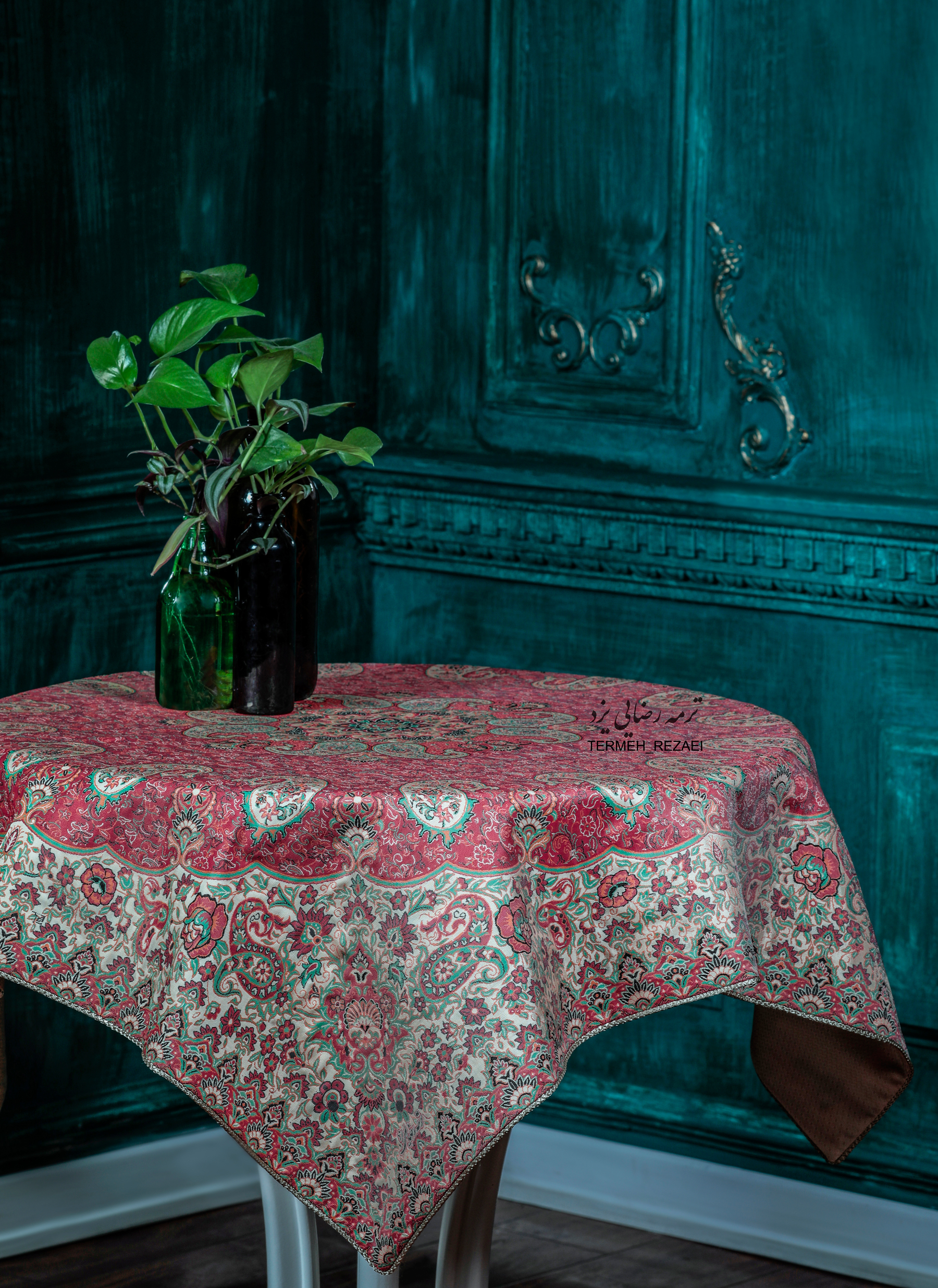
استفاده از ترمه به عنوان رومیزی

اگرچه ترمه از بافته‌های رایج در ایران و کشمیر محسوب می‌شود، اما زمان دقیق آغاز تولید آن مشخص نیست. مدارک قطعی که نشان دهندهٔ رواج این بافته پیش از سدهٔ ۱۷ میلادی باشد، هنوز به دست نیامده است.
در خصوص اینکه خاستگاه ترمه‌بافی، ایران یا کشمیر است، اختلاف‌نظر وجود دارد. به گفتهٔ گلوک، در کتاب‌های راجع به تاریخ کشمیر آمده است که منسوجات پشمی کشمیر اصل بیگانه (ایرانی) دارند. برخی نیز معتقدند ترمه از کشمیر به ایران آمده است، اما در اینکه طرح شال‌های ترمهٔ کشمیر منشأ ایرانی دارد، تردیدی نیست. در دورهٔ صفوی نقش بته‌جقه و دیگر نقش‌های ایرانی به هند برده شد و در شال‌های کشمیر به‌کار رفت و پس از آنکه شال کشمیر با نقش بته‌جقه به ایران آمد، این نقش به بتهٔ کشمیری و بتهٔ ترمه معروف شد.
به نوشتهٔ پاتریشیا بیکر، در ابتدای سلطنت فتحعلی‌شاه شالهای کشمیر نایاب شد، بنابراین به دستور وی در کرمان کارگاه‌های شال‌بافی دایر کردند. بافت ترمه در یزد و کرمان شروع شد و در یزد به کمال رسید. در بدو ورود در انحصار زردشتیان یزد بود که از آن برای تهیهٔ شلوارهای مخصوص مراسم ازدواج استفاده می‌کردند و گاه نیز نوعِ «مُحَرَّماتِ» (نوعی شال راه راه) آن را به کمر می‌بستند.
از نخستین سال‌های قرن سیزدهم خورشیدی، مالیات‌های سنگینی برای کشاورزان ایران مقرر شد که سبب رکود تولید مواد اولیهٔ ترمه، چون پنبه، پشم، و ابریشم گردید و ادامهٔ کار ترمه‌بافان را دشوار ساخت. در همین دوران مقرر شد که شال‌بافان کشمیر عوارضی به نام «عوارض داغ» بپردازند. در اواخر سلطنت ناصرالدین‌شاه، غلبهٔ سلیقهٔ اروپایی بر سلیقهٔ ایرانیان و وجود طرح‌های متنوع و رنگ‌های درخشان شال‌های کشمیر، موجب تفوق شال کشمیری در بازار ایران و دیگر کشورها شد. جنس ترمه ابتدا از پشم بود و بعد نخی، زری و ابریشمی آن نیز بافته شد. بافت ترمه‌های ابریشمی، احتمالاً به سبب مقاومت بیشتر ابریشم در برابر بید و رطوبت، رواج بیشتری یافت؛ چنان‌که امروزه نیز اغلب ترمه‌های ماشینیِ یزد ابریشمی هستند.
مراکز اصلی شال‌بافی در ایران شهرهای، یزد و مشهد بوده است. در زمان رونق این صنعت برخی از بازرگانان در شیراز نیز کارخانه‌های شال‌بافی برپا کردند. با این حال، همواره مرکز ترمه‌بافی یزد و کرمان بوده، و چنین به نظر می‌رسد که در برخی دوره‌ها مواد اولیه و حتی خود شالباف‌ها را از کرمان به شهرهایی نظیر مشهد یا یزد می‌برده‌اند. از سوی دیگر در برخی از موارد بافندگان نقاط دیگر ایران ــ همچون تبریز ــ برای اشتغال در این حرفه به کرمان می‌رفتند.

## تولید

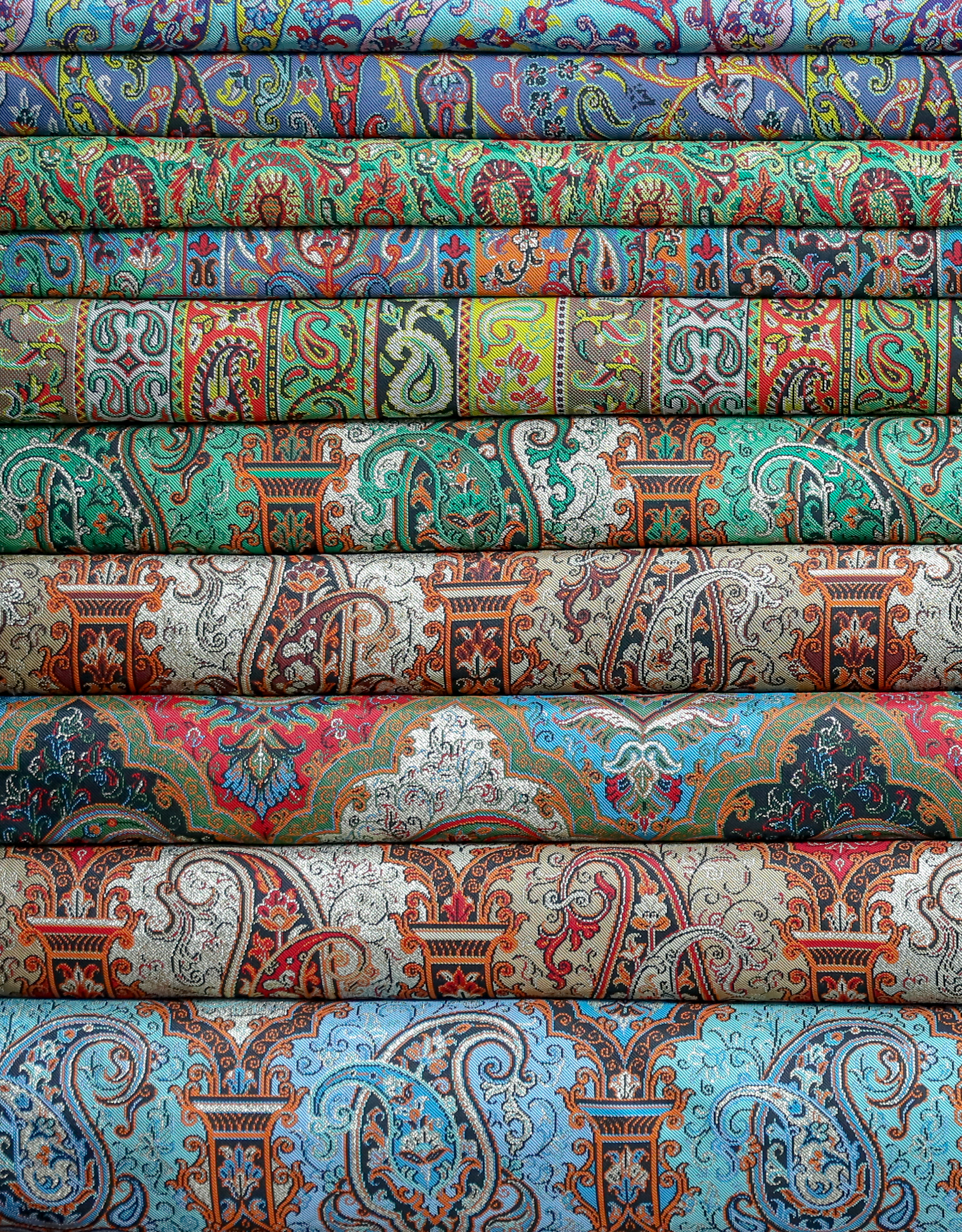
نمونه‌های مختلف ترمه در یزد

ترمه به‌رغم ظرافت نخ‌های تار و پود آن، نسبتاً ضخیم است، زیرا تعداد این نخ‌ها بسیار است و گاه به دوازده عدد می‌رسد. برای بافتن ترمهٔ پشمی، پشم را با دست می‌ریسیدند، سپس آن را می‌شستند و سفید می‌کردند و بعد با رنگ‌های گیاهی رنگ می‌کردند. ترمه را در قطعات باریک می‌بافتند و سپس هنرمندی رفوگر طوری آنها را به‌هم می‌دوخت که یکپارچه به‌نظر آید. احتمالاً اطلاق نام شال به ترمه‌های ایرانی و کشمیری به سبب باریکی این بافته‌ها بوده است نه صرفاً به علت استفاده از آنها به عنوان شال. در کشمیر قطعات ترمه را کوچک می‌بافتند، ولی در ایران این قطعات، احتمالاً به سبب محکمتر بودن پشم ایران، بزرگتر تهیه می‌شد و آن را به‌صورت قواره‌های ۲ یا ۲/۵ یا ۳ متری می‌بافتند. در ایران چون بیشتر برای دوختن لباس از ترمه استفاده می‌شد، به پشت آن اهمیت نمی‌دادند و قسمت اضافهٔ پود در پشت ترمه به صورت آزاد قرار می‌گرفت، ولی اکثر شال‌های کشمیر طوری بافته می‌شدند که قسمت اضافهٔ هر پود را در رج بعدی به کار می‌بردند، به طوری که پشت و روی پارچه یکسان می‌شد.
شال‌های ترمهٔ کشمیر معمولاً طرح‌های درشت بته‌جقه و شال‌های کرمان بته‌جقه‌های کوچک مکرر داشت که در کنار هم به‌صورت مجزا قرار داده می‌شد و ردیف‌هایی شبیه درختان سرو پدیدمی‌آورد. معروفترین نقش ترمه، بته‌جقه است، ولی با نقش شاخ گوزنی و گل شاه‌عباسی نیز بافته شده است. ترمه‌بافان سنّتی مالکیت معنوی طرح (نقش) را از آنِ طراح یا خریدار آن می‌دانستند و کس دیگری حق استفاده از آن را نداشت.
دستگاه ترمه‌بافی سنّتی، چهار وَردی است و یک استادکار بافنده و یک گوشواره‌کش با آن کار می‌کنند. گوشواره‌کش، وردها را بالا می‌برد تا پود از میان تارها عبور کند. ترمه‌بافی سنّتی با ورود دستگاه‌های بافندگی ژاکارد در دههٔ ۱۳۵۰ رو به اضمحلال رفت. ترمه‌های ماشینی به‌صورت توپ‌های سی تا چهل متری تهیه می‌شوند و رنگ‌های آن شیمیایی است. هزینهٔ زیاد بافت و رنگرزی ترمه، امکان ایجاد تنوع را از بافنده می‌گیرد و دستگاه‌های ژاکارد قدیمی موجود در ایران فقط می‌توانند یک بته را در پارچه تکرار کنند و چون امکان تغییر و حرکت و چرخش طرح را ندارند، نمی‌توان طرح‌های جدید ایجاد کرد. همچنین به‌سبب زمان زیادی که صرف پیاده کردن نقشهٔ ترمه می‌شود، یک نقش دو تا چهار سال روی دستگاه می‌ماند.

## استفاده

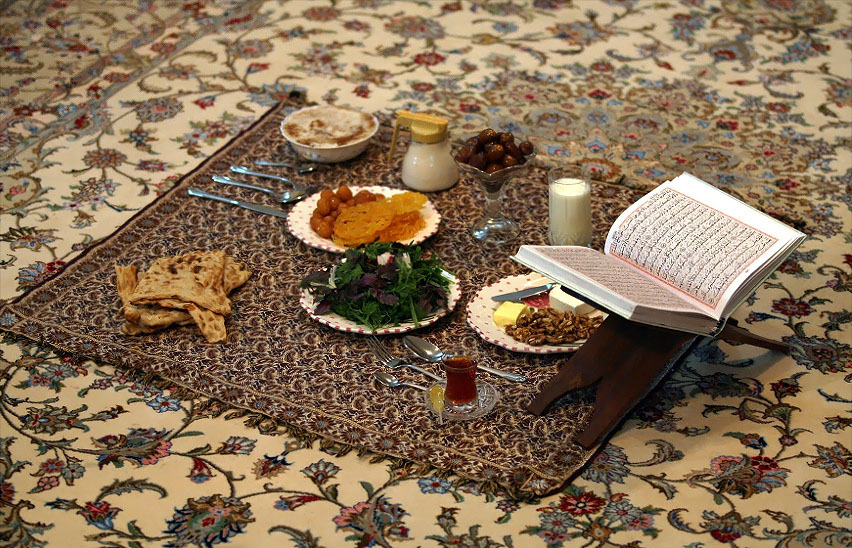
استفاده از ترمه به عنوان سفره

از ترمه استفاده‌های گوناگونی می‌شد، از جمله در کلاه‌های دورهٔ زندیه و قاجار به کار می‌رفت، جُبه‌های بلند فتحعلی‌شاه و درباریانش و نیم‌تنه و چادر کمری زنان دورهٔ ناصرالدین‌شاه از ترمه بود و گاهی در عبا نیز به‌کار می‌رفت. ترمه از پیشکش‌های ممتاز شمرده می‌شد و جزئی از ملزومات پذیرایی شاهان دیگر سرزمین‌ها بود. حتی گاهی به غنیمت برده می‌شد. ترمه را زردوزی یا مرواریددوزی و گلابتون‌دوزی نیز می‌کردند. همچنین از آن، پرده، بقچه، روسری، شال‌گردن، سجاده، و سوزنی می‌دوختند که در مراسم عروسی هدیه‌ای نفیس به‌شمار می‌رفت. امروزه در مراسم تشییع جنازه پس از گذاشتن مرده در تابوت، روی تابوت را با شال ترمه می‌پوشانند.